# Lac Tuctococha
Le lac Tuctococha est un lac au Pérou situé dans la région de Junín, province de Yauli, district de Carhuacayan. Il se trouve au nord-est de Yanque. 